# Sociedad Uruguaya de Cardiología
La Sociedad Uruguaya de Cardiología es una organización sin fines de lucro uruguaya. Se ubica en Av. Gral. Garibaldi 2583, en  Montevideo.
Fue fundada el 9 de septiembre de 1948.
Es una asociación de médicos y su objeto profundizar y fomentar los estudios de los problemas cardiovasculares.
Cuentan con una revista cuatrimestral propia llamada Revista Uruguaya de Cardiología.
Su directora es Sonia Rossi.